# Valdívia (futebolista)
Wanderson Ferreira de Oliveira, mais conhecido como Valdívia (Jaciara, 4 de outubro de 1994), é um futebolista brasileiro que atua como meio-campista. Atualmente defende o Jeonnam Dragons, da Coreia do Sul.

## Carreira
Valdívia nasceu na cidade de Jaciara, em uma família de futebolistas. Um de seus irmãos atuava como lateral e outro como atacante, André, que chegou a atuar em equipes como o Sinop Futebol Clube.
Logo aos seis anos de idade começou a jogar futsal na AABB local, clube que defendeu até os 12 anos, quando trocou as quadras pelos campos de futebol. Mudou não só de piso, mas de cidade, e em Rondonópolis passou a atuar pelas categorias de base do Rondonópolis Esporte Clube.
Meia veloz e habilidoso, Valdívia (apelido referente a semelhança física com o jogador chileno Jorge Valdivia) ganhou evidência no cenário nacional na disputa da Copa São Paulo de Futebol Júnior de 2012. Na competição, marcou oito gols, tornou-se artilheiro do torneio e garantiu a melhor campanha de uma equipe do Mato Grosso na história da tradicional competição.

### Internacional

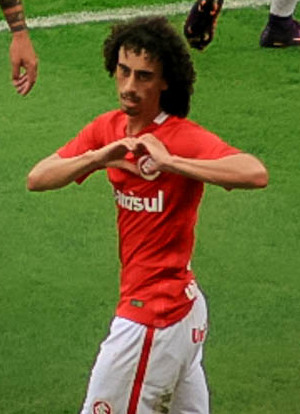
Valdívia com o Internacional em 2016

Aos 14 anos, Valdívia realizou um teste no Internacional, mas não foi aprovado por ser magro demais. Anos depois, o bom desempenho levou-o novamente ao clube, que o contratou ainda no primeiro semestre daquele ano. Inicialmente, o clube contou com o suporte de um terceiro para comprar parte dos direitos econômicos de Valdivia. Campeão gaúcho invicto pelos Juniores logo na chegada ao Beira-Rio, destacou-se ainda na campanha do vice-campeonato do Brasileirão Sub-20. Entre a semifinal diante do América-MG e a decisão contra o Cruzeiro, marcou três gols. Mesmo número de gols anotados com a camisa colorada na última edição da Copa São Paulo.
Estreou na equipe principal sob comando do técnico Clemer, na vitória por 1 a 0 sobre o Fluminense pelo Campeonato Brasileiro de 2013. Passou a integrar o elenco profissional do clube no início de 2014, e em julho, o clube reajustou seu salário e ampliou seu vínculo até novembro de 2018, Valdívia foi o meia que mais fez gols no Brasil em 2015.
Na equipe gaúcha, participou de títulos importantes do clube. Esteve nas vitórias do Campeonato Gaúcho de 2014 e 2015. Também participou da conquista da Recopa Gaúcha de 2017.

### Atlético Mineiro
Em 24 de maio de 2017, foi anunciada a contratação de Valdívia pelo Atlético Mineiro, por empréstimo de um ano. O clube mineiro pagou R$ 1,5 milhão ao Internacional pelo jogador, além do abatimento de dívidas.

### São Paulo
Durante passagem de Dorival Júnior como técnico do São Paulo, em 7 de fevereiro de 2018, assinou por empréstimo de uma temporada com o clube paulistano.  Realizou sua estreia em 15 de fevereiro, entrando no decorrer da partida contra o CSA, em partida válida pela segunda fase da Copa do Brasil.

### Al Ittihad
Em junho de 2018, Valdívia fechou com o Al-Ittihad, clube da Arábia Saudita, por empréstimo de uma temporada.

### Vasco da Gama
No dia 14 de abril de 2019, Valdívia acertou com o Vasco por empréstimo até o final do ano. Já no dia 30 de abril foi apresentado oficialmente pela equipe cruzmaltina.

### Avaí
Em 2020, Valdívia foi anunciado e uma equipe catarinense, o Avaí, por meio de empréstimo. Após um bom desempenho do atleta no período por empréstimo, foi anunciado de maneira definitiva no ano seguinte, até o fim da Série B de 2021. Integrou o elenco que foi vencedor do Campeonato Catarinense de 2021 e entrou para o selecionado do torneio.
Na passagem, em competição o jogador envolveu-se em meio a uma polêmica durante à Pandemia de COVID-19 em Alagoas. Em partida contra o CSA, Valdívia apresentou um teste negativo em relação a doença, porém, o contra teste apresentado pela Confederação Brasileira de Futebol (CBF), afirmou que o jogador estava infectado e fez com que participasse apenas do primeiro tempo da partida.
Após noventa e seis partidas e nove gols e apesar do acesso da equipe a primeira divisão, Valdívia deixou o elenco do Avaí.

### Cuiabá
Valdívia retornou ao seu estado natal, no ano de 2022, para jogar no Cuiabá. Na final do Campeonato  Mato-Grossense de 2022, Valdívia marcou um dos gols no primeiro jogo da final, de 4 a 0 contra o União, que levou o clube ser campeão do torneio.
Apesar da vitória do campeonato, o jogador teve rusgas com o vice-presidente do clube alegou que precisava de "jogadores com vontade de vencer" e reincidiu o contrato do atleta ainda em outubro de 2022, sendo que Valdívia ainda possuía contrato até o fim do ano.

### Jeonnam Dragons
Em janeiro de 2023, foi anunciado como reforço do Jeonnam Dragons, clube da Coreia do Sul, que disputa a segunda divisão nacional de futebol, a K League 2.

## Estatísticas
Atualizado em 4 de maio de 2019.
| Equipe           | Temporada | Campeonato nacional | Campeonato nacional | Copa nacional | Copa nacional | Competições continentais[b] | Competições continentais[b] | Outros torneios[c] | Outros torneios[c] | Total | Total |
| Equipe           | Temporada | Jogos               | Gols                | Jogos         | Gols          | Jogos                       | Gols                        | Jogos              | Gols               | Jogos | Gols  |
| ---------------- | --------- | ------------------- | ------------------- | ------------- | ------------- | --------------------------- | --------------------------- | ------------------ | ------------------ | ----- | ----- |
| Internacional    | 2013      | 2                   | 0                   | –             | –             | –                           | –                           | –                  | –                  | 2     | 0     |
| Internacional    | 2014      | 27                  | 2                   | 2             | 1             | 2                           | 0                           | 5                  | 0                  | 36    | 3     |
| Internacional    | 2015      | 26                  | 6                   | 4             | 2             | 8                           | 5                           | 15                 | 6                  | 53    | 19    |
| Internacional    | 2016      | 27                  | 4                   | 5             | 0             | –                           | –                           | –                  | –                  | 32    | 4     |
| Internacional    | 2017      | –                   | –                   | 6             | 1             | –                           | –                           | 15                 | 1                  | 21    | 2     |
| Internacional    | Total     | 82                  | 12                  | 17            | 4             | 10                          | 5                           | 35                 | 7                  | 144   | 28    |
| Atlético Mineiro | 2017      | 26                  | 2                   | –             | –             | 2                           | 0                           | 3                  | 0                  | 31    | 2     |
| Atlético Mineiro | 2018      | –                   | –                   | –             | –             | –                           | –                           | 2                  | 0                  | 2     | 0     |
| Atlético Mineiro | Total     | 26                  | 2                   | –             | –             | 2                           | 0                           | 5                  | 0                  | 33    | 2     |
| São Paulo        | 2018      | 5                   | 0                   | 4             | 3             | 2                           | 0                           | 8                  | 0                  | 19    | 3     |
| São Paulo        | Total     | 5                   | 0                   | 4             | 3             | 2                           | 0                           | 8                  | 0                  | 19    | 3     |
| Al Ittihad       | 2018–19   | 7                   | 1                   | –             | –             | –                           | –                           | 1                  | 0                  | 8     | 1     |
| Al Ittihad       | Total     | 7                   | 1                   | –             | –             | –                           | –                           | 1                  | 0                  | 8     | 1     |
| Vasco da Gama    | 2019      | 2                   | 0                   | –             | –             | –                           | –                           | –                  | –                  | 2     | 0     |
| Vasco da Gama    | Total     | 2                   | 0                   | –             | –             | –                           | –                           | –                  | –                  | 2     | 0     |

- b. ^ Jogos da Copa Libertadores e Copa Sul-Americana
- c. ^ Jogos de Campeonato estadual, Primeira Liga do Brasil e Supercopa da Arábia Saudita

### Seleção Brasileira
Sub-23
| Ano   |       |      |        |       |
| Ano   | Jogos | Gols | Assis. | Média |
| ----- | ----- | ---- | ------ | ----- |
| 2015  | 4     | 1    | 1      | 0,25  |
| Total | 4     | 1    | 1      | 0,25  |

Expanda a caixa de informações para conferir todos os jogos deste jogador, pela sua seleção nacional.
Sub-23
|    | Data                   | Local                     | Resultado | Adversário           | Gol(s) | Assis. | Competição |
| -- | ---------------------- | ------------------------- | --------- | -------------------- | ------ | ------ | ---------- |
| 1. | 10 de outubro de 2015  | Arena da Amazônia, Manaus | 6–0       | República Dominicana | 1      | 0      | Amistoso   |
| 2. | 12 de outubro de 2015  | Arena da Amazônia, Manaus | 5–1       | Haiti                | 0      | 1      | Amistoso   |
| 3. | 11 de novembro de 2015 | Arena Pernambuco, Recife  | 2–1       | Estados Unidos       | 0      | 0      | Amistoso   |
| 4. | 15 de novembro de 2015 | Mangueirão, Belém         | 5–1       | Estados Unidos       | 0      | 0      | Amistoso   |

## Títulos
Internacional
- Campeonato Brasileiro Sub-20: 2013
- Campeonato Gaúcho: 2014, 2015
- Recopa Gaúcha: 2016, 2017

Avaí
- Campeonato Catarinense: 2021

Cuiabá
- Campeonato Mato-Grossense: 2022

## Prêmios individuais
- Seleção do Campeonato Gaúcho da Rádio Gaúcha: 2015[44]
- Seleção do Campeonato Gaúcho da FGF e RBS TV: 2015[45]
- Craque do Campeonato Gaúcho da FGF e RBS TV: 2015[45]
- Membro da Equipe Reserva da Copa Libertadores: 2015[carece de fontes?]
- Seleção do Campeonato Catarinense:  2021[30]

## Artilharias
- Copa São Paulo Júnior de 2012 (8 gols)[46]